# Coenonympha gelini
Coenonympha gelini är en fjärilsart som beskrevs av Charles Oberthür 1909. Coenonympha gelini ingår i släktet Coenonympha och familjen praktfjärilar. Inga underarter finns listade i Catalogue of Life.